# Piece of Me
Piece of Me (pol. Kawałek mnie)– piosenka electropop stworzona przez Christiana Karlssona, Pontusa Winnberga i Klasa Åhlunda na piąty studyjny album amerykańskiej wokalistki pop Britney Spears, Blackout (2007). Wyprodukowany przez Bloodshy & Avant, utwór wydany został jako drugi singel promujący płytę dnia 7 stycznia 2008 roku w Wielkiej Brytanii.

## Informacje o singlu
Utwór pojawił się w amerykańskich rozgłośniach radiowych już dnia 27 listopada 2007, natomiast w europejskich dnia 29 listopada 2007 roku.
Premiera singla w formacie CD nastąpiła dnia 7 stycznia 2008 na Wyspach Brytyjskich oraz dnia 28 stycznia 2008 roku w Australii.

## Recenzje
Już przed premierą albumu Blackout utwór chwalony był oraz polecany przez większość recenzentów m.in. z pisma Entertainment Weekly uwzględniając swoją opinię w recenzji. Podobnie uznał Billboard opisując „Piece of Me” jako „piosenkę o świetnym tempie podobnym do tych z lat 80. oraz miłym dla oka teledysku”. Bill Lamb z witryny about.com uznał utwór za „fantastyczny, który każdy musi choć raz posłuchać”. Piosenka znalazła się na miejscu piętnastym notowania Top 100 najlepszych piosenek roku 2007 stworzonego przez pismo Rolling Stone. Przez Scotta Millsa natomiast „Piece of Me” został okrzyknięty utworem tygodnia dnia 17 grudnia 2007 w radiu BBC Radio 1.

## Wideoklip
Teledysk do singla nagrywany był w dniach 27-28 listopada 2007 w ekskluzywnym klubie nocnym oraz restauracji w Hollywood o nazwie Social Hollywood. Klip nagrywany był przez Wayne’a Ishama, reżysera który współpracował z artystką na planie teledysku do piosenki „I’m Not a Girl, Not Yet a Woman” oraz międzynarodowego spotu reklamowego Pepsi z roku 2002.
Teledysk ukazuje jeden dzień z życia gwiazdy oraz perypetii związanych z paparazzi. Klip rozpoczyna się sceną, w której sławna osoba w towarzystwie swoich przyjaciółek przebiera się i przez przypadek odsłania jedną z cenzuralnych części ciała. Paparazzi, którzy czekają na artystkę przed domem zauważają to, fotografują oraz zamieszczają na tytułowej stronie pewnego brukowca. Britney, która pilnuje, aby gwiazda miała własne życie prywatne gniecie gazetę i wyrzuca za siebie. Kolejne ujęcia pokazują codzienne zmagania Spears z fotografami, m.in. podczas zabawy w klubie.
Teledysk nagrany został w dwóch wersjach: amerykańskiej oraz międzynarodowej. Wersja międzynarodowa posiada ujęcia z artystką w blond peruce w przeciwieństwie do amerykańskiego klipu.
Wideoklip miał premierę dnia 14 grudnia 2007 na antenie stacji ABC, oficjalnej stronie internetowej MTV oraz witrynie YouTube artystki. Premierę na stacjach muzycznych piosenka miała dnia 19 grudnia 2007 na stacji MTV podczas programu TRL. Z niewiadomych przyczyn teledysk został usunięty z serwisu YouTube.
7 września 2008 roku podczas gali MTV Video Music Awards teledysk wygrał w 3 kategoriach. Uznano go za najlepszy wideoklip roku (Video Of The Year), najlepszy wideoklip pop (Best Pop Video) oraz za najlepszy żeński wideoklip (Best Female Video) w 2008 roku.

## Listy utworów, formaty i wersje singla
- Brytyjski CD singel

(Wydany 7 stycznia 2008)
1. „Piece of Me” (Main Version)
2. „Piece of Me” (Boz O Lo Remix)

- Australijski/Europejski CD singel

(Wydany 28 stycznia 2008)
1. „Piece of Me” (Main Version)
2. „Piece of Me” (Boz O Lo Remix)
3. „Piece of Me” (Bimbo Jones Remix)
4. „Piece of Me” (Vito Benito Vocal)
5. „Gimme More” (Kimme More Remix feat. Lil’ Kim)

- Azjatycki CD singel

1. „Piece of Me” (Radio Edit)
2. „Piece of Me” (Mike Rizzo Rough Remix)
3. „Piece of Me” (Bimbo Jones Remix)
4. „Gimme More” (Kimme More Remix feat. Lil’ Kim)
5. „Piece of Me” (International Music Video)

### Oficjalne wersje i remiksy
- Wersja albumowa – 3:32
- Instrumentalna – 3:32
- Wersja video – 3:09
- Bimbo Jones Radio Edit – 3:03
- Bimbo Jones Club Mix – 6:26
- DJ Tiësto Remix
- Mike Rizzo Rough Mix – 2:47
- Boz O Lo Remix
- Vito Benito Vocal
- Remix – featuring Nas – 4:16
- American Dream remix – 3:40

## Pozycje na listach
| Lista przebojów (2007/08)         | Najwyższa pozycja |
| --------------------------------- | ----------------- |
| Australia ARIA Singles Chart      | 2                 |
| Brazylia 30 Dance Club Play       | 1                 |
| Austria Singles Chart             | 6                 |
| Belgia Singles Chart              | 36                |
| Dania Singles Chart               | 3                 |
| Finlandia Singles Chart           | 8                 |
| Irlandia Singles Chart            | 1                 |
| Kanada Billboard Hot 100          | 5                 |
| Niemcy Singles Chart              | 7                 |
| Nowa Zelandia RIANZ Singles Chart | 4                 |
| Szwajcaria Singles Chart          | 19                |
| Szwecja Singles Top 60            | 9                 |
| UK Singles Chart                  | 2                 |
| United World Chart                | 6                 |
| USA Billboard Hot 100             | 18                |
| USA Billboard Pop 100             | 18                |

### Nagrody i wyróżnienia
| Rok  | Nagroda                | Kategoria         | Wynik   |
| ---- | ---------------------- | ----------------- | ------- |
| 2008 | MTV Video Music Awards | Best Female Video | wygrana |
| 2008 | MTV Video Music Awards | Best Pop Video    | wygrana |
| 2008 | MTV Video Music Awards | Video of The Year | wygrana |